# 香川照之
香川照之（日语：／ Kagawa Teruyuki，1965年12月7日—），出身於東京都，日本男演員，提名六次日本電影金像獎最佳男配角。在《暖》中担任第二男主角扮演哑巴一角，凭此获得第16届东京国际电影节最佳男主角奖。
作為歌舞伎演員，藝名是第九代市川中車（日语：／ Kudaime Ichikawa Cyūsha）。

## 生平

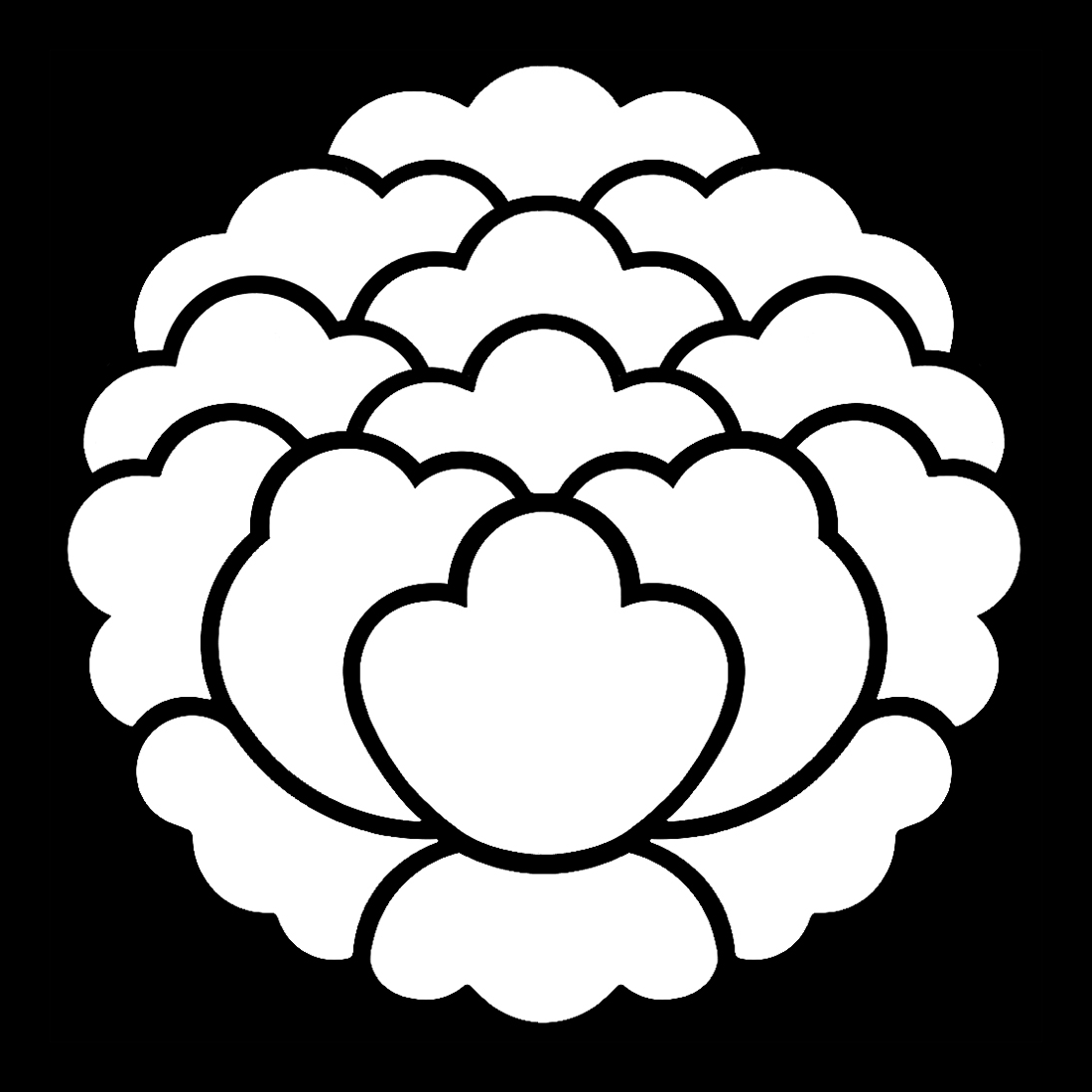
香川照之的紋章，大割牡丹

於1965年12月7日，香川照之在東京都出生。其父親是歌舞伎演員市川猿翁 (第二代)（原名喜熨斗政彥，曾用藝名「市川團子 (第三代)」和「市川猿之助 (第三代)」）、母親是前寶塚歌劇團雪組女主角浜木綿子（原名香川阿都子），雙親都是演員。於1965年，母親在演出大河劇《太閤記》期間因懷了香川照之而退出劇組，並且迫使劇組改寫劇本。於1968年，香川照之的雙親正式離婚，而他就跟隨母親生活，因此其姓氏與母親相同。
於1988年，香川照之於東京大學文學部社會心理學系畢業。翌年，他於NHK大河劇《春日局》以演員身份出道，並在劇中飾演小早川秀秋。之後，他的知名度漸漸上升，並於2002年於大河劇《利家與松》中飾演豐臣秀吉。
自2000年，他開始參與國際電影的演出，如2000年的中國電影《鬼子來了》和2003年中國電影《暖》。他亦因《暖》在東京影展獲獎，而與女主角寺島忍共同成為電影界的話題人物。
於2009年，他參與中德合製電影《拉貝日記》的演出。因為該電影牽涉南京大屠殺，所以他在演出期間表示：「大多數日本人都對這部電影所描述的殘忍之事毫不知情。」。但是，當他發言後，日本右派對此感到厭惡，並禁止本片在日本上映。於2009年，約翰·拉貝的孫子湯瑪斯·拉貝在為紀念電影製作而設立的「拉貝和平獎」中，將香川納入獲獎者名單。他獲獎的原因是他以真誠的態度面對南京大屠殺，並能勇敢地面對敏感的歷史問題。除上述影展以外，香川照之也三度參加了坎城影展（兩度得獎）和柏林影展等大型影展。
於2010年3月，他因《剑岳～点之记》一片獲頒日本電影金像獎的最佳男配角獎。於2013年1月，NHK的節目《父與子》深入介紹了香川和其父親市川猿翁的關係。從小，香川的父親就與母親離婚，因此在其成長過程中沒有父親這個角色。於25歲時，香川在觀賞父親演出前探訪了他，但被父親責罵，因為父親相信演出前是一個重要時刻，因此並不想被探訪。且他亦表達「我已經不是你的父親」。在2005至2006年期間，香川的堂弟市川龜治郎（2012年6月襲名「市川猿之助 (第四代)」）開始與香川聯繫，並且一起拍攝劇集。在市川龜治郎的調解下，香川終於得以再度與父親見面。於2011年，香川宣佈以歌舞伎身份出道，並接受父親訓練。其子香川政明也以「市川團子 (第五代)」之名歌舞伎出道。
2022年8月，据《週刊新潮》雜誌报道，香川照之曾於2019年性骚扰夜場小姐。當時香川伸手入女方外衣並強行把對方胸圍脫下，繼而傳給同行的三名客人拿來又聞又索，香川更向她強吻及搓胸。女事主之後報警求助，由於自此罹患「創傷後壓力症候群」，翌年入稟控告香川，但後來撤銷起訴。之後，《週刊新潮》公開2019年他在銀座夜場向一名女性扯頭髮的照片。此外，香川亦被《週刊文春》爆料，公開他在2018年劇集慶功上飲醉酒，期間向一名女性工作人員出手，打向對方頭部。受此醜聞影響，TBS電視台的節目《THE TIME,》中止了與他的主持關係。此外，他也遭到豐田汽車、Alinamin製藥、東洋水產、SUNTORY等公司的解約，喪失代言人的身份。

### 軼事
香川照之曾说如果沒有當藝人，他會是一位昆蟲學家。香川照之少年時酷愛戶外活動，曾被喻為捉昆蟲好手。最擅長抓大蜻蜓和螳螂。他曾头戴螳螂头套出演节目，在《半泽直树2》的花絮中亦有用捕虫网捞大型会议桌上自己的手机的搞怪镜头。

## 演出

### 电影
- 我是大哥大!!（1994年） - 小野老師
- 內衣教父（2000年） - 近藤靜也
- 鬼子来了（2000年） - 花屋小三郎
- 獨立少年合唱團（2000年） - 清野省三
- 蘇瑞（2000年） - 鴨井
- 龍二Forever（日语：竜二Forever）（2002年） - 田中豐
- KT（2002年） - 佐竹春男
- OUT（日语：OUT (桐野夏生)）（2002年） - 十文字彬
- tokyo.sora（日语：tokyo.sora）（2002年） - 美大生を面接するファミレスの店長
- 刑务所之中（日语：刑務所の中）（2002年） - 伊笠
- 主婦殺人事件（2002年）
- 暖（2003年） - 啞巴
- 美麗的夏天霧島（日语：美しい夏キリシマ）（2003年） - 豊島一等兵
- 赤月（日语：赤い月）（2004年） - 森田勇太郎
- 嗤笑伊右卫门（日语：嗤う伊右衛門）（2004年） - 御行の又市
- 維納斯旅館（日语：ホテル ビーナス）（2004年） - ドクター
- 导盲犬小Q（2004年） - 仁井勇
- 天國的本屋〜戀火（日语：天国の本屋〜恋火）（2004年） - 瀧本
- 北之零年（日语：北の零年）（2005年） - 持田倉蔵
- 鐵人28號（日语：鉄人28号 (映画)）（2005年） - 宅見零兒
- 明日的記憶（2006年） - 河村篤志
- 向雪許願（日语：雪に願うこと）（2006年） - 小笠原
- 令人討厭的松子的一生（2006年） - 川尻紀夫
- 花之武者（日语：花よりもなほ）（2006年） - 平野次郎左衛門
- 搖擺（日语：ゆれる）（2006年） - 早川稔
- 沒有出口的海（2006年） - 鹿島艦長
- 日式牛仔一品鍋（2007年） - 保安官
- 如月疑云（2007年） - 草莓女孩。
- 憑神（2007年） - 甚平
- HERO（2007年） - 黛雄作
- 鬪茶（2008年） - 八木圭
- TOKYO!（日语：TOKYO!）（2008年） - 男
- 東京奏鳴曲（2008年） - 佐佐木龍平
- 20世紀少年第一章（2008年） - ヨシツネ/皆本剛
- 魔幻時刻（2008年） - 江洞潤
- 20世紀少年第二章（2009年） - ヨシツネ/皆本剛
- 劍岳:點之記(2009年) - 宇治長次郎
- 賭博默示錄：人生逆轉遊戲（2009年） - 利根川幸雄
- 不沉的太陽（2009年） - 八木和夫
- 20世紀少年最終章（2009年） - ヨシツネ/皆本剛
- 拉贝日记（2009年） - 朝香宮鳩彥王
- 跟著春天去旅行（日语：春との旅）（2010年） - 津田真一
- 賭博默示錄2：人生奪回遊戲（2010年） - 利根川幸雄
- 聯合艦隊司令長官 山本五十六（2011年） - 宗像景清
- 明日之丈（2011年） - 丹下段平
- 恐怖兔子3D（2011年） - 今里公平
- （2012年） - 鏡子精靈
- 神劍闖江湖（2012年） - 武田觀柳
- 落KEY人生（2012年） - 近藤/山崎信一郎
- 三谷幸喜 大空港（2013年）
- 劇場版 MOZU（2015年） - 大杉良太
- 恐怖鄰人（日语：クリーピー (小説)#映画）（2016年） - 西野雅之
- 當祈禱落幕時（2018年） - 田倉慎一（客串演出）
- 七場會議（2019年） - 北川誠

### 電視劇
- 週二懸疑劇場（日本電視台）
  - 「雨月荘殺人事件」（1988年10月，東映）
  - 元旦懸疑劇場「大奥殺人事件」（1989年1月3日，東映） - 杉本新五郎
- 春日局（1989年，NHK大河劇） - 小早川秀秋
- 国語入試問題必勝法 第9話（1989年，日本電視台） - 誠
- 爸爸的背摔绝技（1990年，日本電視台）
- 冷暖人間（1990年 - 1991年，TBS） - 遠山昌之
- 世界奇妙物語『朋友』（1991年，富士電視台）
- 女人要有胆量（1992年，NHK電視連續劇小說）-　坂田啓介（料理人）
- 我喜歡超人七號（1993年，NHK週六劇） - 市川森一
- 雪（1994年，NHK正月劇）- 中島裕子的情人
- 小寶寶來了（1994年，NHKドラマ新銀河）
- 八代将軍吉宗（1995年，NHK大河劇） - 松平武元
- 新宿鮫 無間人形（1995年，NHK劇） - 香川進
- 葵德川三代（2000年，NHK大河劇） - 宇喜多秀家
- 利家與松（2002年，NHK大河劇） - 豐臣秀吉
- 世界奇妙物語 春之特別篇「井蓋」（2002年，富士電視台）
- 查稅女王（2003年，富士電視台） - 財津一臣
- 致命一夜情（2004年，日本電視台） - 吉川良夫
- 天花（2004年，NHK晨間劇） - 佐藤信夫
- 急症群英（2005年，富士電視台） - 黒木春正
- 功名十字路（2006年，NHK大河劇） - 六平太
- 对岸的她（2006年，WOWOW） - 楢橋文雄
- Unfair（2006年，富士電視台） - 佐藤和夫
- Unfair 特別篇（2006年，富士電視台） - 佐藤和夫
- 役者魂（2006年，富士電視台） - 柳澤光春
- 島根的律師（2007年，富士電視台） - 秋田良市
- 鬼太郎所见的玉碎～水木茂的战争～（2007年，NHK） - 丸山士兵，水木茂※主演
- MR.BRAIN（2009年，TBS） - 丹原朋實
- 坂上之雲（2009年 - 2011年，NHK） - 正岡子規
- 龍馬傳（2010年，NHK大河劇） - 岩崎弥太郎
- 新參者（2010年，TBS週日劇場） - 田倉慎一
- 外交官 黑田康作(2011年，富士電視台) - 霜村毅
- 南極大陸（2011年，TBS開局60週年紀念電視劇） - 星野英太郎
- 雙面（2012年，WOWOW，日劇版無間道）- 高山亮介
- PRICELESS（2012年，富士電視台） - 能見實
- 再會（日语：再会 (横関大)#テレビドラマ版）（2012年12月8日，富士電視台） - 佐久間直人
- 半澤直樹 - 大和田曉
  - 2013年版（2013年7月7日 - 9月22日，TBS週日劇場）
  - 2020年版（2020年7月19日 - 9月27日，TBS週日劇場）
- 大空港2013（日语：大空港2013）（2013年12月29日，WOWOW） - 田野倉守男
- 宮本武藏（2014年3月15日、16日，朝日電視） - 澤庵
- LEADERS（2014年3月22、23日，TBS） - 山梨良夫
- MOZU - 大杉良太
  - Season1〜百舌吶喊的夜晚〜（2014年4月 - 6月，TBS）
  - Season2〜幻之翼〜（2014年6月 - 7月，WOWOW）
  - 衍伸作品『大杉探偵事務所』（2015年11月，WOWOW、TBS）※主演
    - 破碎的過去篇（WOWOW）
    - 美麗的目標篇（TBS）
- 逆轉之戰（2014年，TBS週日劇場） - 諸田清文
- 流星休旅車（2015年，TBS週日劇場） - 永田忠雄※與西島秀俊雙主演
- 家的記憶（2015年木曜ドラマ「アイムホーム」） - 竹田雅夫
- 紅鱂魚（2015年12月28日，TBS） - 立川志の輔
- 99.9 -刑事專門律師-（TBS週日劇場） - 佐田篤弘
  - SEASON I（2016年4月17日 - 6月19日）
  - SEASON II（2018年1月14日 - 3月18日）
- MONTAGE三億元事件奇譚（日语：モンタージュ (漫画)#テレビドラマ）（2016年6月25日、26日，富士電視台） - 東海林明
- 百合子小姐的繪本 〜陸軍武官・小野寺夫婦的戰爭〜（日语：百合子さんの絵本 〜陸軍武官・小野寺夫婦の戦争〜）（2016年7月30日，NHK） - 小野寺信※主演
- 嗅覺搜查官（日语：スニファー ウクライナの私立探偵#日本版）（2016年，NHK劇） - 小向達郎
- 獻給你的徽章（2017年1月3日，富士電視台） - 福本廣太郎
- 小巨人（2017年，TBS） - 小野田義信
- 集團左遷!!（2019年，TBS週日劇場） - 真山徹
- 日本沉沒-希望的人-（2021年，TBS週日劇場） - 田所雄介
- 六本木Class（2022年7月，朝日電視台） - 長屋茂

### 網絡劇集
- Season 2（2019年1月18日 - 3月14日、Paravi） - 越中勲

### 电影動畫配音
- 地海戰記（2006年） - 狡兔
- 來自紅花坂（2011年） - 德丸社長
- 航海王電影：Z（2012年） - 賓茲
- 大雄的宇宙小戰爭 2021（2022年） - 吉魯摩爾將軍

### 电视动画配音
- 名侦探柯南 江户川柯南失踪事件 〜史上最糟糕的两天〜（2014年） - 山崎信一郎（殺手近藤）

### 電視節目
- （2016年起、NHK教育頻道） - 螳螂先生[18]
- THE TIME,（2021年10月4日 - 2022年8月26日，TBS電視台） - 週五主持[19][20]

## 獲獎紀錄

### 電影
- 2000年：第22回橫濱電影節 助演男優賞（《蘇瑞》、《獨立少年合唱團》）
- 2000年：第15回高崎電影節（日语：高崎映画祭） 最優秀助演男優賞（《獨立少年合唱團》）
- 2000年：第74回電影旬報獎 助演男優賞（《蘇瑞》、《獨立少年合唱團》）
- 2000年：第43回藍絲帶獎 助演男優賞（《蘇瑞》、《獨立少年合唱團》）
- 2000年：第55回每日電影獎 男優助演賞（《蘇瑞》、《獨立少年合唱團》）
- 2002年：第15回日刊體育電影大獎 助演男優賞（《KT》、《OUT》、《歩く、人》）
- 2002年：第76回電影旬報獎 助演男優賞（《刑務所之中》、《KT》、《OUT》）
- 2003年：第13回日本電影影評人大獎 助演男優賞（《美麗的夏天霧島》）
- 2003年：第16回東京國際電影節 最優秀男優賞（《暖》）
- 2004年：第28回日本電影學院獎 優秀助演男優賞（《赤月》）
- 2005年：第29回日本電影學院獎 優秀助演男優賞（《北之零年》）
- 2006年：第31回報知電影獎 助演男優賞（《搖擺》、《明日的記憶》）
- 2006年：第28回橫濱電影節 主演男優賞（《搖擺》）
- 2006年：第21回高崎電影節 最優秀主演男優賞（《搖擺》）
- 2006年：第80回電影旬報獎 助演男優賞（《搖擺》、《明日的記憶》）
- 2006年：第49回藍絲帶獎 助演男優賞（《搖擺》、《沒有出口的海》、《明日的記憶》）
- 2006年：第30回日本電影學院獎 優秀助演男優賞（《搖擺》）
- 2006年：第16回東京體育電影大獎（日语：東京スポーツ映画大賞） 助演男優賞（《搖擺》）
- 2006年：第11回日本網絡電影大獎 助演男優賞（《搖擺》等多部電影）
- 2007年：第31回日本電影學院獎 優秀助演男優賞（《如月疑雲》）
- 2007年：第12回日本網絡電影大獎 助演男優賞（《如月疑雲》等多部電影）
- 2009年：第33回日本電影學院獎 最優秀助演男優賞（《剑岳～点之记》）
- 2009年：第14回日本網絡電影大獎 助演男優賞（《賭博默示錄：人生逆轉遊戲》等多部電影）
- 2010年：第20回日本電影影評人大獎 助演男優賞（《明日之丈》）
- 2012年：第36回日本電影學院獎 優秀助演男優賞（《盜鑰匙的方法》）
- 2016年：第71回每日電影獎 男優助演賞（《恐怖鄰人》）

### 電視
- 2007年：第34回放送文化基金獎（日语：放送文化基金） 出演者賞（《鬼太郎所見的玉碎～水木茂的戰爭～》）
- 2010年：第18回橋田獎
- 2010年：第67回日劇學院賞 助演男優賞（《龍馬傳》）
- 2010年：第3回東京國際戲劇節 助演男優賞（《龍馬傳》）
- 2011年：第32回松尾藝能賞（日语：松尾芸能賞） 優秀賞（電視）
- 2013年：第78回日劇學院賞 助演男優賞（《半澤直樹》）
- 2020年：第105回日劇學院賞 助演男優賞（《半澤直樹》）

### 其他
- 2010年：GQ（日本版） MEN OF THE YEAR 2010
- 2017年：第34回淺草藝能大賞（日语：浅草芸能大賞） 獎勵賞（「九代目市川中車」名義）